# Baix Camp

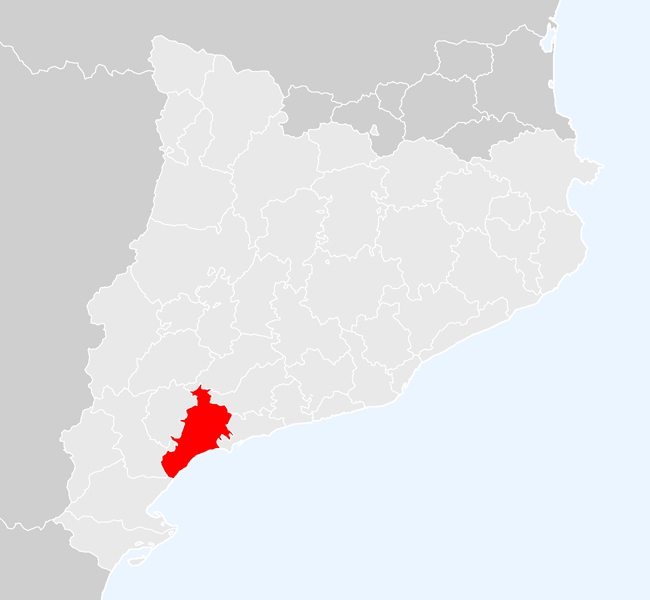
Localização do Baix Camp, na Catalunha.

Baix Camp.

Baix Camp é uma região (comarca) da Catalunha. Abarca uma superfície de 697,07 quilômetros quadrados e possui uma população de uns 167.889 habitantes.

## Subdivisões
A comarca do Baix Camp subdivide-se nos seguintes 28 municípios:
- L'Albiol
- L'Aleixar
- Alforja
- Almoster
- Arbolí
- L'Argentera
- Les Borges del Camp
- Botarell
- Cambrils
- Capafonts
- Castellvell del Camp
- Colldejou
- Duesaigües
- La Febró
- Maspujols
- Montbrió del Camp
- Mont-roig del Camp
- Prades
- Pratdip
- Reus
- Riudecanyes
- Riudecols
- Riudoms
- La Selva del Camp
- Vandellòs i l'Hospitalet de l'Infant
- Vilanova d'Escornalbou
- Vilaplana
- Vinyols i els Arcs